# Shura Cherkassky
Shura Cherkassky ( ros. Александр (Шура) Исаакович Черкасский; ur. 7 października 1909 w Odessie, zm. 27 grudnia 1995 w Londynie) – amerykański pianista pochodzenia żydowskiego. Był jedną z największych indywidualności wśród pianistów XX wieku.

## Życiorys
Urodził się w Odessie, w dawnym Cesarstwie Rosyjskim, obecnej Ukrainie. Był cudownym dzieckiem. Jego pierwszym nauczycielem fortepianu była matka, Lidia Cherkassky, absolwentka Konserwatorium w Petersburgu.
Wraz z rodziną wyjechał do Stanów Zjednoczonych przed wybuchem rewolucji w Rosji. Studiował w Curtis Institute of Music u Józefa Hofmanna. Po II wojnie światowej, w latach 50. przeniósł się na stałe do Londynu.
Miał szeroki repertuar. Był wybitnym interpretatorem utworów F. Chopina, F. Liszta, R. Schumanna, S. Rachmaninowa oraz kompozytorów współczesnych. Jako jeden z pierwszych wykonywał m.in. II Koncert fortepianowy g-moll Prokofjewa oraz I Koncert fortepianowy Szostakowicza. Dokonał też wielu nagrań płytowych m.in. dla wytwórni Decca, RCA, His Master’s Voice i Deutsche Grammophon.
Zmarł w wieku 86 lat w Londynie. Został pochowany na cmentarzu Highgate Cemetery.